# Павел Дунін-Вольський
Павел Вольський, також Дунін-Вольський гербу Лебідь (нар. 1487 — пом. 19 лютого 1546, Познань) — польський римо-католицький і державний діяч; каштелян сохачевський (1532—1542) і радомський (1542—1544), підканцлер (1537—1539) і великий канцлер коронний (1539—1544); єпископ і ординарій познанський (1544–1546).

## Життєпис
Народився Павел 1487 року в родині Миколая Дунін-Вольського, каштеляна сохачевського, і Катажини Шидловецької. Мав також сестру від іншого шлюбу батька — Барбару Анну — дружину бжесць-куявського воєводи Рафала Лещинського.

### Політична кар'єра
Павел Дунін-Вольський займав різні земські уряди. Був войським радомським (1531), каштеляном сохачевський (1532—1542), старостою ґостинінським (1533), бургграфом краківським (1537—1546), каштеляном радомським (1542—1544). З 1537 року посідав міністерські уряди підканцлера коронного (1537—1539) та великого канцлера коронного (1539—1544).

### Церковна кар'єра
Після смерті дружини 1544 року Павел Вольський був номінований королем єпископом познанським, інгрес відбув 20 квітня 1545 року. Проте, недовго перебував на цьому уряді, здебільшого хворів.
Помер Павел Вольський 19 лютого 1546 року у Познані, похований у місцевій катедрі святих Петра і Павла.

## Сім'я
У шлюбі з Доротою Вівецькою мав 11 дітей — 6 дочок і 5 синів:
- Ядвіга — дружина Яна Добжиковського з Крошні.
- Станіслав — каштелян рацьонжський (1555–1557), сохачевський (1557–1561).
- Анна — дружина Пйотра Щавінського.
- Кшиштоф.
- Ян.
- Пйотр Дунін-Вольський — канцлер великий коронний (1576), єпископ плоцький.
- Каспер.
- Зофія — дружина N Пекарського.
- N — дружина NВікторовського.
- Катажина — дружина N Дзіка.
- Дорота — дружина N Чернєвського та N Бжезінського.
- N.

## Твори
- Dziennik z lat 1519—1545 Pawła Dunin-Wolskiego, kanclerza wielkiego koronnego biskupa poznańskiego, Wyd. Uniwersytetu Łódzkiego, 1999, 114 s.
- Modlitewnik Pawła Dunin-Wolskiego kanclerza wielkiego koronnego, biskupa poznańskiego : 1541—1542 r. : facsimile, Poznań : Wydawnictwo «Poznańskie Studia Polonistyczne», 2018.